# Willem Linnig der Ältere

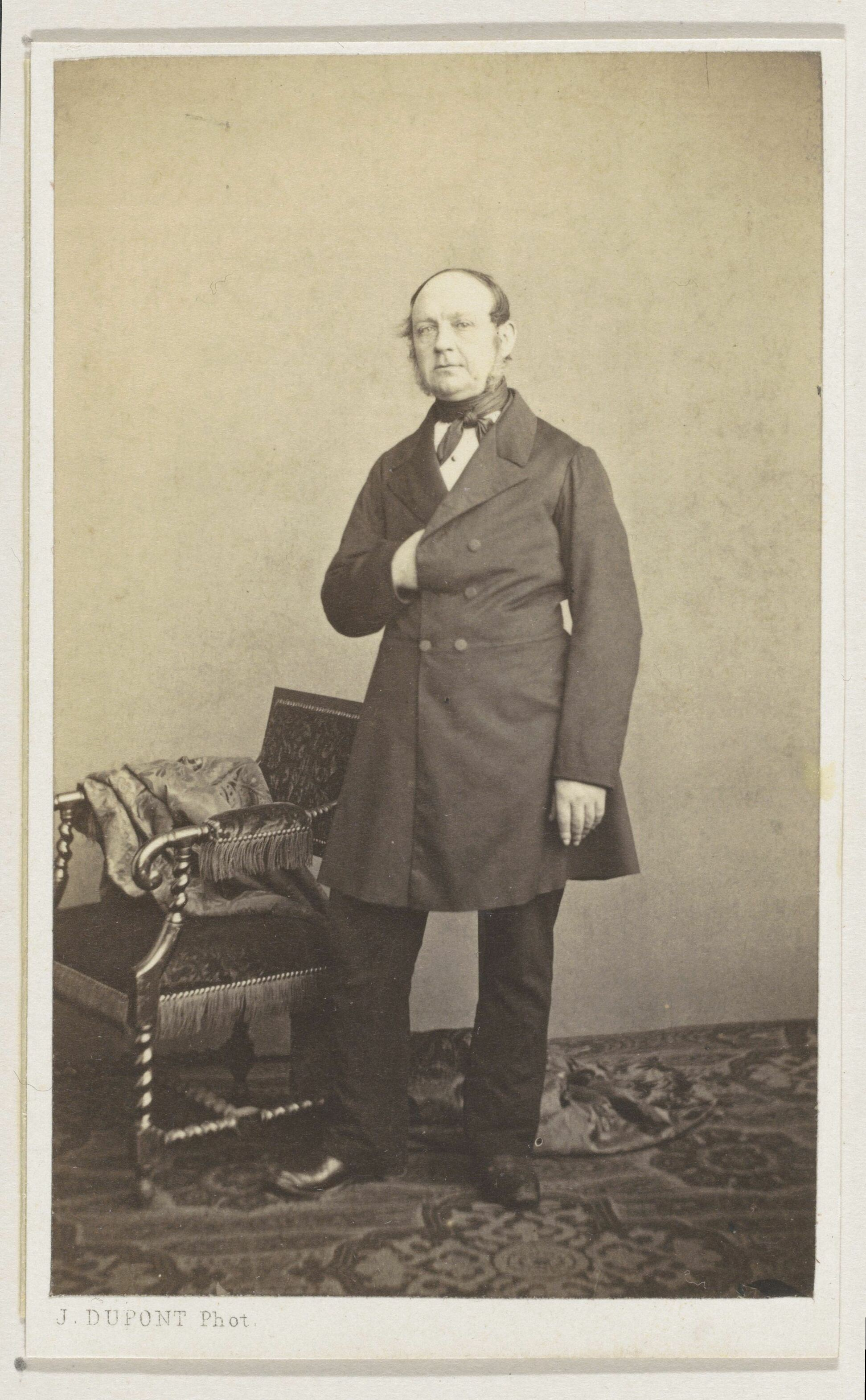
Willem Linnig der Ältere (1861)

Willem Linnig der Ältere (* 7. April 1819 in Antwerpen; † 8. August 1885 ebenda) war ein belgischer Porträt- und Genremaler und Radierer.

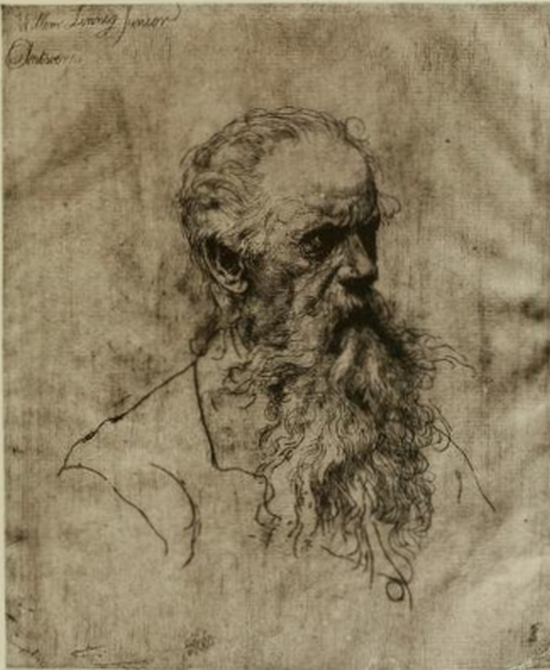
Willem Linnig der Jüngere:
Porträt seines Vaters
Willem Linnig der Ältere

## Leben
Willem Linnig war ein Sohn des Möbeltischlers Peter-Joseph Linnig (1777–1836) und seiner Frau Catherine-Joséphine, geb. Leya. Er erhielt seine Ausbildung bei Hendrik Leys an der Antwerpener Akademie, der Koninklijke Academie voor Schone Kunsten.
In den 1870er Jahren unterrichtete er als Professor an der Hochschule für Bildende Künste in Weimar, unter anderem auch seinen Sohn Willem Linnig den Jüngeren. Linnig war 1877 Mitbegründer der Weimarer Gesellschaft für Radierkunst. 1883 kehrte er nach Antwerpen zurück. Seine Werke waren hauptsächlich Historienbilder und Genreszenen, in denen er die Atmosphäre im Antwerpen des 16. und 17. Jahrhunderts darstellte.
Willem Linnig starb im 67. Lebensjahr in seiner Heimatstadt und wurde auf dem Antwerpener Friedhof Schoonselhof bestattet.

## Familie
Willem Linnig der Ältere gehörte zu einer Antwerpener Künstlerdynastie des 19. Jahrhunderts. Neben ihm gab es noch seine beiden Brüder Jan Theodor Joseph Linnig (1815–1891) und Égide (Egidius) Linnig (1821–1860) sowie seine Söhne Willem Linnig den Jüngeren (1842–1890), Ben (Benjamin) Linnig (1860–1929) sowie Egidius Linnig den Jüngeren (1844–1908), die alle als Maler, Fotografen oder Radierer künstlerisch tätig waren. Schon der Vater Peter-Joseph Linnig war Maler gewesen, auch die Töchter seines Sohnes Benjamin wurden als Malerinnen aktiv.

## Werke (Auswahl)

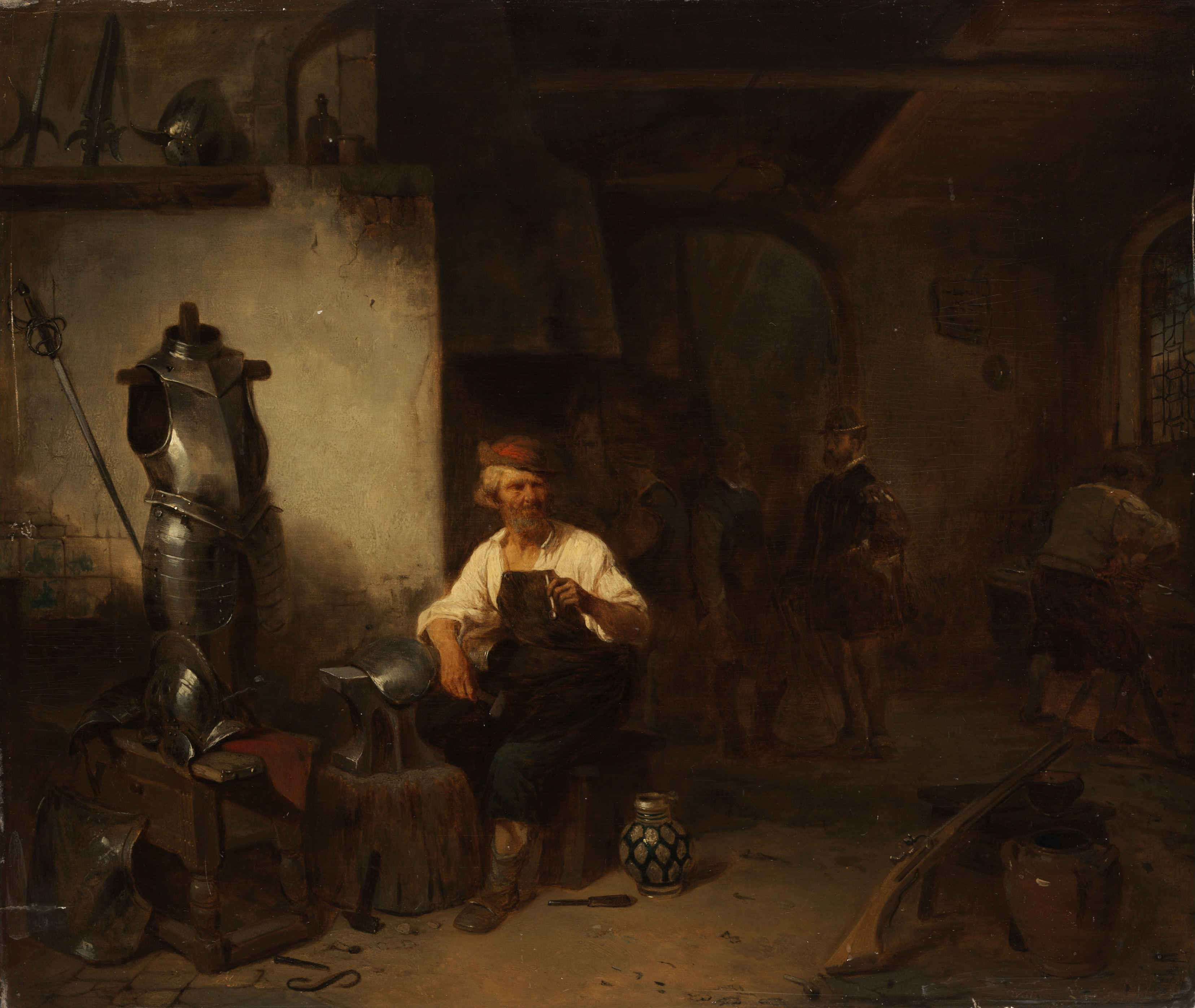
In der Waffenschmiede, Öl auf Holz, rechts unten signiert von Willem Linnig

- Holländische Bauernstube. 1840, Holz, 32 × 38 cm
- Gastmaal. 1850, Holz, 67,5 × 86,5 cm, Königliches Museum der Schönen Künste, Antwerpen
- Ruines de la Bourse d'Anvers en 1858. (Ruinen der niedergebrannten Börse)
- Atelier van Geert de Winter. 1862, Holz, 98,6 × 130 cm, Königliches Museum der Schönen Künste, Antwerpen
- Ein Wirtshausmädchen in Flandern. 1869
- Hangkast. 1875, Holz, 74 × 56 cm, Königliches Museum der Schönen Künste, Antwerpen
- De School. 1875, Holz, 44,5 × 57 cm, Königliches Museum der Schönen Künste, Antwerpen
- Schwere Aufgabe. 1877, Radierung
- Ein Wunderdoctor. 1879
- Keuken. 1883, Öl, 66 × 84,5 cm, Königliches Museum der Schönen Künste, Antwerpen
- Das Innere einer Schenke. Holz, 37 × 45 cm
- La robe de mariée. (Das Hochzeitskleid)